# 共同企業体SSOK組合
共同企業体SSOK組合（きょうどうきぎょうたいエスエスオーケーくみあい）は大阪府箕面市船場に本社を置く、繊維製品・生活用品の卸売を行う共同企業体である。
いわゆる「現金問屋」の形態をとっている。略称はSSOKで、その読みは当初は公式に「ソック」とされ、一般にも「ソック」として親しまれていたが、実際にはそう読めない綴りのため、公式には「エス・エス・オー・ケー」と呼ばれていた。
出資は株式会社ワゴンと株式会社ジェットの共同による。2012年現在はジェットの店舗名で運営されている。

## 概要
1970年に大阪府吹田市で日本万国博覧会が開かれると、次第に北大阪が注目され、繊維工業の中心であった同府箕面市に繊維卸商団地（コムアートヒル）の設立という計画が次第に進められていった。この計画の発案者は、株式会社萬栄であった。
この発案に賛同したのが当時大阪・本町の船場繊維卸を業としていた株式会社ボリス（株式会社萬栄子会社）、株式会社ゆりかご会（株式会社赤ちゃん本舗子会社）、株式会社丸松の3社であった。この3社により屋号「SSOKチェーン本部」現在の「共同企業体SSOK組合」が創設されることとなる。初代の執行代表には株式会社丸松の代表取締役社長松井清積が就任した。SSOKとは、繊維（S）・総合（S）・卸（O）・機構（K）の頭文字をあわせたものである。
卸売業の形態を採っているが、会員になることによって誰でも形式上の特約店となることができ、買い物（正しくは「仕入れ」という。そのため「お買い得」は「お仕入れ得」などという）ができる。これは卸売問屋の形態をとることにより大規模小売店舗立地法の縛りから逃れることが出来るメリットがあるためである。そのため形式的とはいえ、会員の中でもし商売をしていないことが明らかになった場合は会員登録が取り消される旨の表示が店内に表示されている。しかし、実態は会員のほとんどが小売業とは関係のない個人である。形式的には問屋のため、価格表示がすべて外税表示となっている。

## 沿革
- 1979年4月 - SSOKチェーン本部・本館（現本館1階から4階）完成（大阪府箕面市）
- 1979年5月22日 - 「SSOKチェーン本部」を創設
- 1979年9月 - 「SSOKチェーン本部オープニングセール」を開催
- 1981年 - 本館5階から7階を増床
- 1982年 - 屋号を「SSOKチェーン本部」から「SSOK」に変更
- 1983年 - ギフトユニオンを開設
- 1984年 - 本館8階を増床
- 1986年 - 通販事業部をスタート
- 1987年 - 本部事務所を開設
- 1988年 - 物流センターを開設
- 1989年 - 駐車場ビル（現Ａパーキング）完成
- 1990年 - インテリア館（現家具別館）を開設
- 1990年 - 別館（現南館）を開設
- 1991年 - 5番館（文具・玩具・ホビー）を開設
- 1991年 - 6番館（ギフト専門館、現北館）を開設
- 1992年 - ファッションブランド「LASERIA（ラセリア）」を展開
- 1994年 - 7番館（家具専門館、現家具館）を開設
- 1995年 - 本部事務所を物流センター5階に移転
- 1995年 - テナント事業を開始
- 1995年 - 駐車場ビル（現Ｃパーキング）を新築
- 1997年 - 6番館4階建てに増床
- 1998年 - 情報工房ビルを開設、本部事務所を情報工房ビル2階に移転
- 2000年 - 1番館リニューアル
- 2001年 - コスメティックギャラリーをオープン
- 2003年 - ゴルフギャラリーをオープン
- 2004年6月 - 直通シャトルバスの運行を阪急バスに全面移管[1]
- 2005年 - 番館名称変更（本館・南館・北館、および家具館・家具別館）
- 2007年 - グラスギャラリーをオープン、同年10月には株式会社ワゴンと株式会社ジェットの共同出資により萬栄グループ企業となる

## 店舗
入店する時は特約小売店登録カードを提示しなければならない。
- 本館 - ファッション・アパレル
- 北館 - 食品・家庭用品・ギフト総合
- 東館 - インテリア・寝具・呉服・ステーショナリー・ホビー・日用品・ペット用品
- 家具館 - ベッド・ブライダル・インテリア家具
- 家具リビング館 - リビング・ダイニング・学習デスク
- ゴルフギャラリー - ゴルフ用品

本館〜千里中央（千里ライフサイエンスセンター前、阪急バス12番のりば）間を直通シャトルバスが運行している。